# Pioneer (Nevada)
Pioneer é uma cidade fantasma no condado de Nye, estado de Nevada, nos Estados Unidos. Começou como campo mineiro próximo da mina de ouro "Maryflower" na região norte das Bullfrog Hills, tornou-se cidade em 1908 e floresceu brevemente até um fogo ter destruído a maioria dos negócios existentes naquela localidade. A população da cidade atingiu o seu pico em 1908 com 2.500 habitantes, mas a comunidade sobreviveu até ao encerramento da estação de correios em 1931. A atividade mineira continuou próximo da cidade até 1941. Algumas estruturas da cidade, mantiveram-se até ao século XXI. 

## Geografia
Pioneer fica no lado norte das Bullfrog Hills ao longo da Estrada Pioneer, uma estrada de cascalho fora da U.S. Route 95. Fica a cerca de 11 quilómetros de Beatty, 13 quilómetros das cidades fantasmas de  Rhyolite e  Bullfrog e 200 quilómetros de Las Vegas. Nascentes de água próximos do Oasis Valley do Rio Amargosa ficam a 3-6 quilómetros  a leste de Pioneer. Donovan Mountain nas  Bullfrog Hills atinge os 1.706 m de altitude acima do nível do mar próximo de Sarcobatus. Ligeiramente a oeste da cidade fantasma e no canto nordeste do  Parque Nacional do Vale da Morte fica a mais de 6 quilómetros.Pioneer ergue-se a uma altitude de 1.287 metros.

## História
Foi a descoberta de mina que mudou a região para sempre. Um novo campo mineiro começou a formar-se em 1908 entre Pioneer e as Minas de Maryflower já exploradas. Pioneer sofreu um grande crescimento demográfico e atingiu os 1.000 habitantes em 1909. Em março de 1909, abriu uma estação de correios e Pioneer era oficialmente uma cidade. Surgiram diversos tipos de negócios: uma companhia serralharia, um teatro, hotéis, salloons, restaurantes, padarias, sapataria, pensões, uma tabacaria, um escritório da  Western Union, etc. Em 1909, um incêndio devastou Pioneer. Apesar de a cidade ter sido reconstruída, o certo é que a cidade nunca mais recuperou da sua pujança anterior. Em 1914, a mina colapsou e foi obrigada a encerrar juntamente com os engenhos mineiros. A reabertura da mina deu algum fulgor à cidade, mas mesmo assim não conseguiu restaurar a cidade. A atividade mineira continuou até 1931, quando já não era rentável mantê-la aberta, foi o princíoi do fim da cidade e a debandada total e Pionner tornou-se numa cidade fantasma. Durante o seu curto perído de vida, o distrito mineiro de Pioneer produziu mais de 1,6 milhões de dólares de minério. 